# Crazy Sexy Hits: The Very Best of TLC
Crazy Sexy Hits: The Very Best of TLC è il secondo greatest hits del trio femminile statunitense TLC pubblicato nel 2007 per la Arista Records.

## Tracce
1. No Scrubs – 3:38
2. Waterfalls – 4:18
3. Creep – 4:26
4. Red Light Special – 4:37
5. Diggin' On You – 4:14
6. Baby-Baby-Baby – 3:58
7. Come Get Some – 4:19 – feat. Lil' Jon & Sean Paul
8. Girl Talk – 3:35
9. Damaged – 3:52
10. Whoop De Woo – 3:52
11. In Your Arms Tonight – 4:29
12. Get It Up – 4:14
13. What About Your Friends – 4:04
14. Ain't 2 Proud 2 Beg – 4:08
15. Unpretty – 4:00